# Фіаху Толграх
Фіаху Толграх — (ірл. — Fíachu Tolgrach) — верховний король Ірландії (за середньовічною ірландською історичною традицією). Час правління: 593—586 до н. е. (відповідно до «Історії Ірландії» (ірл. — Foras Feasa ar Éirinn) Джеффрі Кітінга) або 806—796 до н. е. (відповідно до хроніки Чотирьох Майстрів). Син Муйредаха Болграха (ірл. — Muiredach Bolgrach) — верховного короля Ірландії. Прийшов до влади в результаті вбивства свого попередника — Арта мак Лугдаха. Проте «Книга Захоплень Ірландії» (ірл. — Lebor Gabála Érenn) не наводить його в списках верховних королів — після Арта мак Лугдаха на троні вказується його син Айліль Фінн. Правив Ірландією протягом семи чи то десяти років (за різними джерелами). Був вбитий Айлілем Фінном.